# Annius von Viterbo

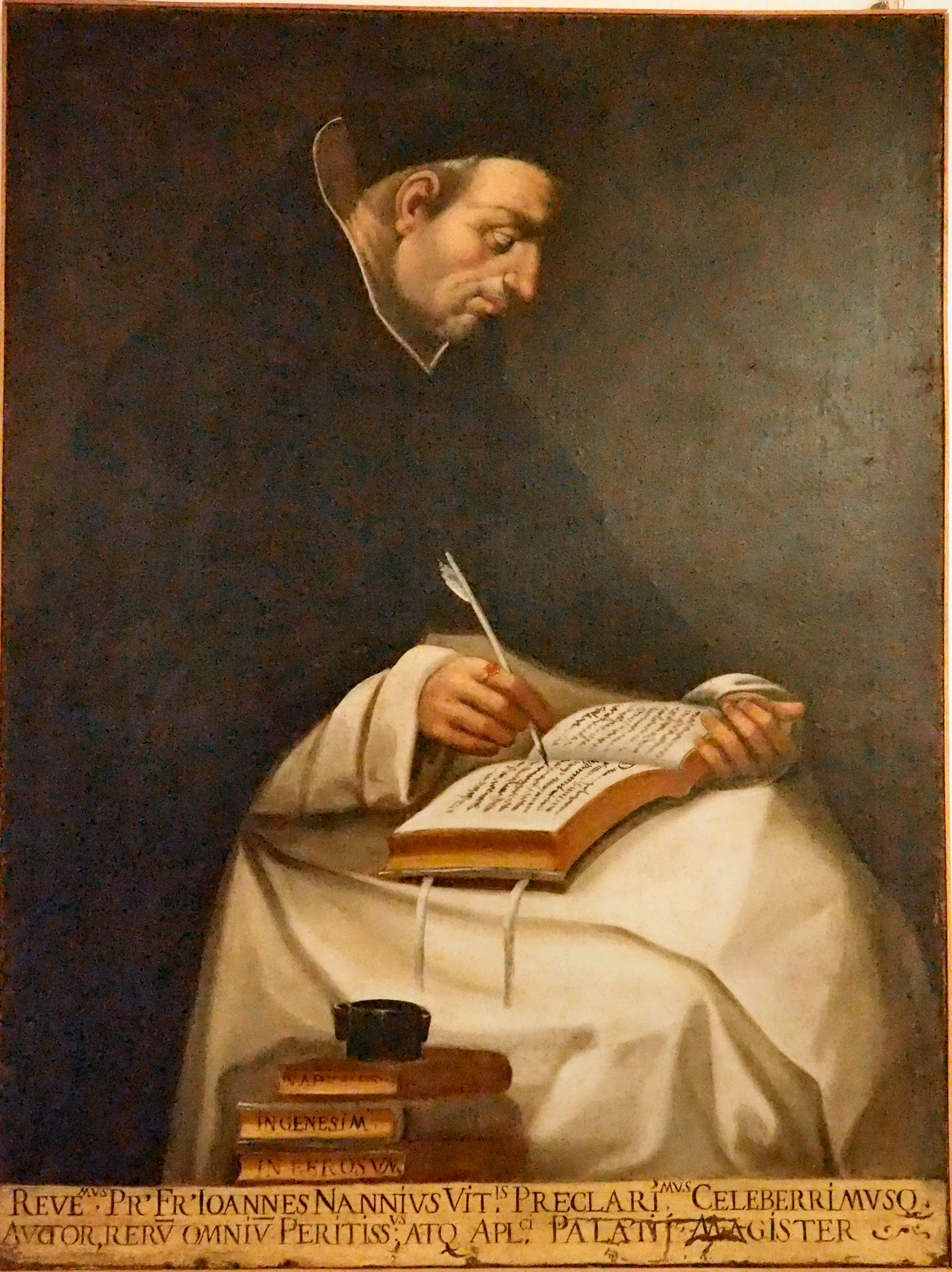
Annius von Viterbo

Annius von Viterbo (* 5. Januar 1437 in Viterbo; † 13. September 1502 in Rom; geboren als Giovanni Nanni (Nenni); auch Joannes Annius Viterb(i)ensis) war ein italienischer Dominikaner-Mönch, der am päpstlichen Hof als Historiker wirkte. Bekannt ist er als Fälscher historischer Dokumente.
Er ist der Verfasser der als Pseudo-Berossos entlarvten Fälschung, die 1498 in Rom gedruckt wurde und die Geschichte der Bibel mit der Germania des Tacitus verbindet. Sein Stammbaum angeblicher Germanenstämme hatte eine weitreichende Wirkung in der Gleichsetzung von Germanen mit den Deutschen. Es wurde viel über die Echtheit dieser Schriftstücke gestritten, aber Joseph Justus Scaliger hat die Fälschungen nachgewiesen.

## Schriften
- De futuris Christianorum triumphis in Saracenos. Genua 1480
- Antiquitatum variarum volumina XVII a venerando et sacrae theologiae et praedicatorii ordinis professore Ioanni Annio. Rom 1498 (mit angeblichen Schriften des Berossos, Manetho, Megasthenes, Archilochos, Myrsile, Quintus Fabius Pictor, Sempronius, Cato, und anderen)